# Бериславци (Черна гора)
Бериславци (на сръбски: Бериславци) е село в Черна гора, част от Община Подгорица. Населението на селото през 2003 година е 489 души, предимно етнически черногорци.

## Население
- 1948 – 334 жители
- 1953 – 394 жители
- 1961 – 381 жители
- 1971 – 381 жители
- 1981 – 400 жители
- 1991 – 448 жители
- 2003 – 489 жители

### Етнически състав
(2003)
- 355 (72,59 %) – черногорци
- 61 (12,47 %) – сърби
- 1 (0,20 %) – хърватин

|  | Тази страница частично или изцяло представлява превод на страницата „Бериславци“ в Уикипедия на сръбски. Оригиналният текст, както и този превод, са защитени от Лиценза „Криейтив Комънс – Признание – Споделяне на споделеното“, а за съдържание, създадено преди юни 2009 година – от Лиценза за свободна документация на ГНУ. Прегледайте историята на редакциите на оригиналната страница, както и на преводната страница, за да видите списъка на съавторите. ВАЖНО: Този шаблон се отнася единствено до авторските права върху съдържанието на статията. Добавянето му не отменя изискването да се посочват конкретни източници на твърденията, които да бъдат благонадеждни. |